# Caryophyllia ephyala
Caryophyllia ephyala is een rifkoralensoort uit de familie Caryophylliidae. De wetenschappelijke naam van de soort is voor het eerst geldig gepubliceerd in 1891 door Alfred William Alcock.